# Andrew Pyle
Andrew Pyle, född 17 mars 1955, är en brittisk filosof, med inriktning på den filosofiska atomismens historia.